# Hugh Roe O'Donnell
Hugh O'Donnell, re di Tír Chonaill (Lifford, 1572 – Simancas, 10 settembre 1602), nobile irlandese, Re di Tir Connaill (zona oggi identificabile grosso modo con la contea di Donegal), condusse la resistenza contro la conquista inglese dell'Irlanda del 1593 e fu uno dei condottieri della Guerra dei nove anni.

## La nascita e la fuga
Hugh O'Donnell nacque nel 1572 dal sovrano di Tir Chonaill Aodh mac Maghnusa Ó Domhnaill (morto circa nel 1600) e dalla seconda moglie Iníon Dubh (fl. 1570-1608). All'epoca della nascita di Hugh gli inglesi stavano tentando di conquistare l'Irlanda da ormai un secolo ed Enrico VIII era andato molto vicino a rendere l'isola una vera e propria colonia dell'Inghilterra promettendo protezione all'élite irlandese a patto che questa giurasse fedeltà alla corona inglese. Alla morte di Enrico VIII la situazione tuttavia precipitò sfociando in numerose rivolte che vennero soffocate nel sangue dai nobili fedeli agli inglesi o dall'esercito britannico stesso. Questi moti non cessarono con la morte di Edoardo VI d'Inghilterra e sia Maria I d'Inghilterra che la sorella Elisabetta I d'Inghilterra decisero di adottare la legge marziale.
Nel 1587 Hugh venne rapito dal Lord Deputy of the Ireland John Perrot che voleva tentare di scongiurare un'alleanza fra gli O'Donnell e gli O'Neill imprigionandolo nel Castello di Dublino che si trovava nella zona chiamata The Pale. Hugh riuscì a fuggire nel 1591, ma venne ripreso poco dopo e solo nel gennaio seguente riuscì a scappare grazie all'aiuto di Hugh O'Neill che riuscì a fargli raggiungere i Monti Wicklow nel cuore dell'inverno. Da lì raggiunse poi la fortezza di Fiach McHugh O'Byrne, un altro alleato degli O'Neill nella valle di Glenmalure, la fuga comunque ebbe il suo prezzo, Hugh perse entrambi gli alluci per il freddo, e gli altri due prigionieri fuggiti con lui, entrambi degli O'Neill, morirono per le disastrose condizioni ambientali.

## Capo della rivolta
Hugh ritornò quindi nell'Ulster divenendo il capo del clan O'Donnell a seguito dell'abdicazione del padre in suo favore avvenuta quello stesso anno. Una delle sue prime azioni fu una spedizione contro Turlough Luineach O'Neil (1532-1595) per costringerlo ad abbandonare il comando in favore di Hugh O'Neill con cui aveva un indubbio debito di riconoscenza. O'Neill non si unì apertamente all'attacco a Luineach, che era leale alla regina Elisabetta, per non compromettere il proprio crescente potere con gli inglesi, dall'altro lato condusse anche delle contrattazioni segrete per aiutare Filippo II di Spagna nei suoi progetti di invasione dell'Inghilterra.
Nel 1593 Hugh attaccò apertamente gli inglesi arrivando a catturare parte del Connacht da Sligo fino a Leitrim entro il 1595 anno in cui scoppiò la Guerra dei nove anni. Entro il 1596 anche O'Neill abbandonò del tutto i negoziati con gli inglesi, i due clan unirono le forze sconfiggendo l'esercito inglese di Henry Bagenal (1556 circa-14 agosto 1598) alla Battaglia di Clontibret.
Il 14 agosto 1598 le forze ribelli imposero agli inglesi un'altra sonora sconfitta nella Battaglia del Yellow Ford nella contea di Tyrone liberando la città di Armagh, la portata della vittoria fu tale da far credere che gli inglesi sarebbero davvero stati cacciati dall'isola.
A quel punto O'Neill scese verso sud per stipulare un'alleanza sicura con i signori della regione di Munster (Irlanda), ma senza troppo successo, mentre Hugh invase i pochi insediamenti inglesi presenti nel Connacht, senza però essere in grado di convincere i nobili locali ad unirsi a lui.
A quel punto il comando inglese passò nelle mani di Robert Devereux, II conte d'Essex che mandò truppe su truppe contro i rivoltosi nell'ovest dell'Ulster e Hugh ed O'Neill dovettero difendersi e contrattaccare continuamente, in diversi casi anche con successo come nella Battaglia di Curlew Pass del 15 agosto 1599. Ancora peggio però fu il tradimento del cognato di Hugh, Niall Garve O'Donnell (1569-1626) che passò a combattere per gli inglesi che in cambio gli promisero un aiuto nella conquista del comando del clan. Questa defezione permise agli inglesi di sbarcare con delle truppe a Derry nel cuore delle terre degli O'Donnell.
Hugh ed O'Neill compresero che il solo modo per vincere era tenere gli inglesi occupati su un altro fronte e a questo scopo serviva un tentativo di invasione da parte spagnola che alla fine attraccarono a Kinsale, dalla parte opposta dell'Irlanda, nel settembre del 1601. Hugh portò i suoi uomini in una lunga marcia per raggiungere gli uomini del generale Juan del Águila arrivandovi nel mese di dicembre.
Si dice che poco prima, il 30 novembre Hugh si fosse fermato presso l'abbazia di Holy Cross per venerare la reliquia della Vera Croce e portandone con sé un pezzetto. Da Kinsdale comunque Hugh si mosse verso la Contea del Kerry, dove riportò una veloce vittoria ad Ardfert riuscendo a riportare al proprio alleato FitzMaurice, Signore di Kerry, ed al figlio le terre che avevano perso nove anni addietro.
Fra il 5 ed il 6 gennaio ebbe luogo la Battaglia di Kinsale, ma le forze congiunte di Hugh, O'Neill e degli spagnoli non poterono nulla contro gli Charles Blount (1563-3 aprile 1606) che li sconfisse.

## L'esilio spagnolo
La disfatta di Kinsale provocò la fuga di Hugh in Spagna, a La Coruña, dove molti altri rivoltosi avevano già trovato riparo. Hugh venne ricevuto con grandi onori e poco dopo il suo arrivo meditò di tornare in Irlanda e partì per Valladolid allo scopo di chiedere aiuto ed assistenza al nuovo sovrano Filippo III di Spagna. Il re promise che avrebbe organizzato una nuova invasione, ma un anno dopo la cosa non aveva ancora preso corpo e Hugh si rimise in viaggio per tornare da Filippo, durante il viaggio però si ammalò e mori presso Simancas.
Il titolo di re di Tir Chonaill alla sua morte passò al fratello minore Rory O'Donnell (1575-1º agosto 1608) che venne creato I conte di Tyrconnell dalla corona inglese nel 1603.